# Capilla
Pour les articles homonymes, voir Capilla (homonymie).
Capilla est une commune d’Espagne, dans la province de Badajoz, communauté autonome d'Estrémadure.

## Histoire

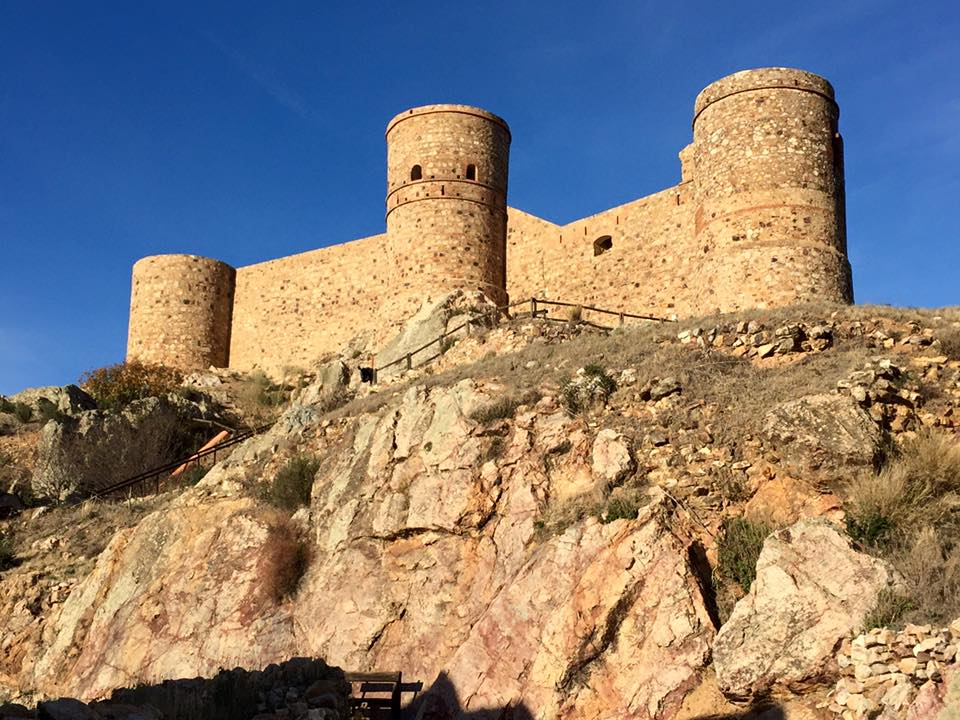
Château et commanderie de Capilla

Le 9 septembre 1236, Ferdinand III de Castille donne le château de Capilla au maître de la province templière de Castille, León et Portugal, Estève de Belmonte. Cette donation comprenait également le château d'Almorchón (es) et celui de Garlitos puis dans les quelques années qui suivent, celui de Siruela. Toutes ces possessions forment alors la baillie templière de Capilla.
Le 15 juillet 1309, la commanderie de l'ordre du Temple passe à l'ordre d'Alcántara sur décision de Ferdinand IV de Castille. Cette dévolution a eu lieu avant le concile de Vienne au cours duquel fut décidée la suppression de l'ordre du Temple.

## Monuments
- Château de Capilla (es)

## Sources
- (es) Francisco J. Durán Castellano, « Los Templarios en la Baja Extremadura », Revista de estudios extremeños, vol. 56,‎ 2000, p. 99-146 (lire en ligne)
- (es) Gonzalo Martínez Díez, Los Templarios en la Corona de Castilla, La Olmeda, 1993, 320 p. (présentation en ligne)